# Вук Драшковић
Вук Драшковић (Међа, 29. новембар 1946) српски је правник, новинар, књижевник, политичар и председник Српског покрета обнове. Био је потпредседник Владе СР Југославије (1999), министар иностраних послова Државне заједнице Србије и Црне Горе (2004—2006) и Републике Србије (2006—2007), као и републички посланик у Народној скупштини Републике Србије у неколико мандата (1990—2003).

## Биографија

### Порекло и породица
Рођен је 29. новембра 1946. године у банатском селу Међа, у породици досељеника из Херцеговине. Његов чукундеда Вук Драшковић је био припадник Горњоневесињског одреда у време Херцеговачког устанка и погинуо је на Љесковом дубу 1876. године. Отац Видак је био комуниста и партизански борац за време Другог светског рата.
Шест месеци након његовог рођења, преминула му је мајка Стоја, па га је однеговала баба. Породица се убрзо вратила у Херцеговину, где је Драшковић одрастао. Живели су у Сливљима, да би се касније настанили у херцеговачкој Грачаници. Отац Видак се по други пут оженио и добио још петоро деце, синове Родољуба и Драгана, као и кћерке Радмилу, Тању и Љиљану.

### Образовање и студентски дани
Основну школу завршио је у Фојници, а затим гимназију у Гацку. Најпре је требало да у Сарајеву студира медицину, али он одлучује да оде за Београд и тамо упише медицину. Међутим, уписује се на Правни факултет Универзитета у Београду. Овде упознаје колегиницу Даницу, са којом се касније и оженио.
На завршној години студија, постао је члан Савеза комуниста Југославије. Учествовао је у студентским демонстрацијама 1968. године, а после говора Јосипа Броза Тита о оправданости студентских захтева, предводио је козарачко коло на Правном факултету Универзитета у Београду. Дипломирао је исте године.

### Новинарска каријера
У периоду од 1969. до 1980. године, радио је као новинар у агенцији Танјуг. Скоро три године је био као дописник из Лусаке, главног града Замбије. Повучен је из дописништва након лошег извештавања о Родезијском грађанском рату, што је довело до дипломатског скандала.
Потом је прешао да ради као саветник за штампу Савеза синдиката Југославије, где је био главни уредник синдикалног листа Рад, од 1980. до 1985. године. Једно време је провео као лични секретар и шеф кабинета Мике Шпиљка, председника Већа Савеза синдиката Југославије и члана Централног комитета Савеза комуниста Југославије.

### Политичка каријера
Након смрти Јосипа Броза, као дисидент делује у оквиру Друштва књижевника Србије у Француској 7. Истакао се као говорник на књижевним вечерима, ангажованим трибинама, подршком бројним апелима и петицијама које су обележиле то време. Најчитанији је српских писац (истовремено жигосан од стране власти) који више него ико буди и јача српски национални идентитет у народу, који су комунисти својом идеологијом свели на најмању меру. Од почетка вишестраначког политичког живота 1990. године након трансформације Савеза комуниста Југославије у СПС, постаје водећи политичар, антикомуниста и националиста који се залагао за Велику Србију и рехабилитацију Четничког покрета заједно са Војиславом Шешељом. После неколико суморних година, изолације и страдања, као последица грађанског рата, незапамћене инфлације, репресивне политике режима СПС и ЈУЛ, мења политички став и постаје отворени заговорник савезништва са САД и државама чланицама Европске уније и НАТО пакта. Инсистира, као добро упућен, на ослањање на старе, западне савезнике (силе) као међународне факторе и гаранте, те постизање уз помоћ њих могућих спољно-политичких циљева српске државе. Истовремено је иступао против тешњег повезивања и ослањања на Русију, образлажући то њеним комунистичким наслеђем које се сачувало, пре свега у војном врху у Кремљу. Говори енглески и руски језик, и бави се књижевним радом и публицистиком.

## Политички ангажман
Драшковић је осамдесетих године 20. века био део национално оријентисане интелигенције у Србији. Спадао је међу истакнуте заговорнике вишестраначја, грађанских и верских слобода, обнове српских националних вредности. Године 1989. заједно са Мирком Јовићем је основао у Старој Пазови политичку странку Српску народну обнову, али због супротстављених ставова та се странка цепа. Дана 14. марта 1990. отцепљено крило странке чији је Драшковић био председник, уједињује се са Српским слободарским покретом Војислава Шешеља. Са Војиславом Шешељем је и у кумовском односу. Од јесени те године разилази се са Шешељом, и свако наставља својим путем. Тада настаје странка Српски покрет обнове чији ће председник Вук Драшковић остати лидер до наших дана.

### Девети март 1991.
Српски покрет обнове као странка била је у опозицији режиму Слободана Милошевића. У том периоду, Драшковић је два пута хапшен. Први пут после деветомартовских демонстрација 1991. године, када је провео три дана у затвору. Други пут је ухапшен са супругом Даницом, јуна 1993. године, када су осуђени на два месеца затвора и када су преживели најсуровију полицијску тортуру. Вук је тада штрајковао глађу и на себе скренуо пажњу европске јавности. Обоје су ослобођени захваљујући притиску водећих државника и органа међународне заједнице. Између осталих, за слободу Вука Драшковића и његове супруге најодлучније су се заложили амерички председник Бил Клинтон, руски председник Борис Јељцин, француски председник Франсоа Митеран и његова супруга Данијела, грчки премијер Константин Мицотакис, британски премијер Џон Мејџор и други.

### Коалиција Заједно
У периоду 1996—1997, заједно са Зораном Ђинђићем и Весном Пешић, предводио је коалицију Заједно која је у другом кругу локалних избора освојила апсолутну победу. Међутим, Милошевићев режим то није признао па су настали тромесечни протести по целој Србији. Најзад је, фебруара 1997, Милошевић признао победу опозицији. Драшковић је иступио из те коалиције када је градоначелник Београда, Зоран Ђинђић одбио да га подржи за заједничког председничког кандидата опозиције.
Јануара 1999. године Српски покрет обнове је, као парламентарна странка, био позван да уђе у коалицију са Социјалистичком партијом Србије. Милошевићев режим је рачунао на Драшковићеве везе са западним политичарима, у ситуацији великих тензија између Србије, са једне стране, и САД и НАТО, са друге. Драшковић прихвата овај позив и добија место потпредседника савезне Владе, задуженог за међународне односе.

### Пад Милошевића
У међувремену, Драшковић је 10. јануара 2000. године је формирао са опозиционим лидерима нову опозициону коалицију против Милошевића која је названа Демократска опозиција Србије - ДОС. У лето 2000, Драшковић у име странке одлучује иступити из коалиције и СПО самостално наступа на превременим изборима за председника СРЈ, које је Милошевић расписао за 24. септембар те године. Драшковићев кандидат Војислав Михаиловић осваја мали број гласова, а Војислав Коштуница (кандидат ДОС-а) побеђује Милошевића који најпре није хтео да призна пораз. Почињу демонстрације широм Србије, који су завршени 5. октобра када је ДОС најпре насилним упадом у Савезну скупштину, али и координираном сарадњом са незадовољним деловима војске и полиције преузео власт и избегао крвопролиће. Драшковић је подржавао протесте и поздравио смену власти.
На ванредним изборима за Скупштину Србије, 23. децембра 2000, Драшковићев СПО није успео да пређе изборни цензус од 5% и постаје ванпарламентарна странка.

### У власти
Три године касније, децембра 2003. године (на следећим ванредним скупштинским изборима) СПО улази у коалицију са странком Нова Србија Велимира Илића и осваја 22 посланичка места (7,76% гласова). Остало је забележено да по свим истраживањима у време предизборне кампање овој коалицији није предвиђан улазак у парламент. Две недеље пре избора Синод српске православне Цркве се огласио саопштењем да је за монархију. Политички аналитичари су пре и после изборних резултата ово саопштење протумачили као позив Цркве да се гласа за ову коалицију. Нема забележених случајева да је свештенство агитовало за ову коалицију. Драшковић заузима положај у новој Влади Србије под вођством Војислава Коштунице, већ у априлу 2004. године бива постављен за министра спољних послова Државне Заједнице Србија и Црна Гора.
Након престанка постојања Државне Заједнице 2006. године, Драшковић остаје на истој дужности на нивоу Србије. На тој функцији остаје до избора нове Владе у мају 2007. године.
Пред ванредне парламентарне изборе који су одржани 11. маја 2008. године, Драшковић и његов СПО приступили су коалицији За европску Србију, коју сачињавају још и Демократска странка (Борис Тадић), Г17+ (Млађан Динкић), и Лига социјалдемократа Војводине (Ненад Чанак).
Листа је на овим изборима освојила 38,42% гласова (1.590.200 гласова, 102 мандата) и која је почетком јула 2008. формирала коалициону Владу са коалицијом СПС-ПУПС-ЈС. СПО је добио 4 посланичка мандата и место министра дијаспоре (министар Срђан Срећковић)

## Неуспели атентати

### Атентат на Ибарској магистрали
Дана 3. октобра 1999. године, на Ибарској магистрали организован је атентат на Драшковића, и том приликом погинула су четири његова блиска сарадника.

### Атентат у Будви
Следећи покушај атентата догодио се 15. јуна 2000. године у Будви, када је сам Драшковић остао жив - лакше повређен од ватреног оружја. Он се иначе склонио у Црну Гору, у своју кућу у Будви, јер му је у Србији претила опасност, на коју су му пријатељи указивали.

## Политички ставови
Вук Драшковић је током 1990-их остао упамћен као "господар тргова"; и истакнути говорник. Док још није дошло до првих ратних сукоба, као лидер тада највеће опозиционе странке режиму Слободана Милошевића, тежио је ка очувању - конфедерацији тадашње Југославије. Залагао се за Југославију сматрајући је за најбоље решење, имајући у виду да је то једина држава у којој су живели сви Срби. За време Милошевићевог режима у Србији. био је на супротним позицијама: десничар, традиционалиста и националиста Као монархиста, залагао се за стварање Србије као уставне монархије са српском војском, која би штитила српски народ и српске границе. Током демонстрација 9. марта 1991. године нашао се на челу протеста са ставом: Книн се брани у Београду, а не у Хрватској. Био је поштовалац генерала Драже Михаиловића и Равногорског покрета, тражећи да дође до историјског измирења између Срба партизана и Срба Равногораца (четника), без обзира на крупне идеолошке и друге разлике. Инсистирао је тада да Србија раскине споне са комунистичком прошлошћу и демонтира тајне службе, које су биле одговорне за бројне злочине и политичке ликвидације. И сам је због својих иступа био више пута њихова мета над којом су пробали све: "од прислушкивања до ућуткивања" (убиства). Када је минула деценија грађанског рата и распада СФР Југославије, осуђивао је ратне злочине који су компромитовали славни српски ратнички идеал, достигнут у Великом рату. А након пада Милошевићевог режима 5. октобра 2000. године, политички нагиње ка десном "центру" усмеравајући се на грађанско друштво и евроинтеграције.
- У једнопартијском периоду државе био је заговорник комунистичких погледа на свет
- Заговорник је затим поновног увођења парламентарне монархије у Србији
- Заговорник је концепта Велике Србије и националног препорода, од деведесетих
- Залагао се увек за "Европску Србију" односно Србију као чланицу ЕУ, грађанску, демократски уређену, правну државу
- Залагао се за отварање тајних досијеа УДБЕ (тајне службе) и њену деполитизацију
- Залагао се за формирање српске војске и њено укључење у НАТО војни пакт или „Партнерству за мир“
- Заговорник је признања "фактичког стања" на Косову, од стране Србије и поштовања резолуције 1244. донете од стране Уједињених нација
- Понудио је концепт решења косметског питања: Више од аутономије, мање од независности.
- Заговорник је историјске истине о злочинима почињеним над Србима, од стране Хрвата и Муслимана током Другог светског рата
- Заговорник је тезе о доминантно српској одговорности за страдања Муслимана у последњем, грађанском рату
- Инсистирао је на кантонизацији Босне и Херцеговине, још од 1990. године
- Залагао се за Мировни план "З-4" у Хрватској, који је гарантовао опстанак Српске Крајине
- Заговарао је приближавање и ослањање на САД, Европску унију
- Године 1996. се изјаснио за испуњавање свих обавеза СРЈ и Србије према Трибуналу у Хагу

## Дела
Новинарство је напустио 1980. године и посветио се књижевности. Његови први романи били су југословенски и балкански бестселери; забрањивани и оспоравани. Неки од њих преведени су на енглески, француски, руски, грчки, румунски, чешки и још многе језике.
- Ја, малограђанин (1981)
- Судија (1981)
- Нож (1982), екранизован 1999. године
- Молитва (1985)
- Молитва 2 (1986)
- Одговори (1986)
- Руски конзул (1988),екранизован 2024 и као серија
- Коекуде Србијо (1989)
- Ноћ ђенерала (1994)
- Подсећања (2001)
- Мета (2007), аутобиографска књига о догађајима у периоду 1990−2000.
- Доктор Арон (2009)[17]
- Подсећања, књига говора, интервјуа и писама (2011)
- Via Romana (2012)[18]
- Тамо далеко (2013)
- Исусови мемоари (2015)[19]
- Приче о Косову (2016) - коаутор, прича Чај бабе Кристине
- Исечци времена (2016)
- Ко је убио Катарину (2017)
- Александар од Југославије (2018), екранизован 2021. као играни филм и телевизијска серија
- И гроб и роб (2020)
- Ожиљци живота (2022)[20]
- Монах Хокај (2023)[21]
- Суђење (2025)[22]